# Malosco
Malosco (Malós-c' in noneso) era un comune italiano di 439 abitanti della provincia di Trento. Fece parte fin dal XII secolo della pieve di Sarnonico, insieme a Ronzone, Seio, Vasio e Cavareno.
In seguito a un referendum popolare del 18 dicembre 2016, il 1º gennaio 2020 si è fuso con i comuni di Castelfondo e Fondo nel nuovo comune di Borgo d'Anaunia.

## Storia

### Simboli
Stemma
Lo stemma del comune era stato approvato con deliberazione della Giunta provinciale n. 3629 del 14 aprile 1988.
Gonfalone

## Monumenti e luoghi d'interesse

### Architetture religiose
- Chiesa di Santa Tecla, parrocchiale

### Architetture militari
- Castel Malosco

## Società

### Evoluzione demografica
Abitanti censiti

### Ripartizione linguistica
Nel censimento del 2001 il 41,85% della popolazione (149 persone) si è dichiarato "ladino".
| %      | Ripartizione linguistica (gruppi principali) |
| ------ | -------------------------------------------- |
| 41,85% | madrelingua ladina                           |

## Infrastrutture e trasporti
Posta lungo la strada provinciale 35 Malosco disponeva, fra il 1909 e il 1934, di una propria fermata lungo la Tranvia Dermulo-Fondo-Mendola.

## Amministrazione
| Periodo        | Periodo          | Primo cittadino | Partito      | Carica  | Note   |
| -------------- | ---------------- | --------------- | ------------ | ------- | ------ |
| 4 giugno 1995  | 14 maggio 2000   | Alberto Gius    | Lista civica | Sindaco | [ 10 ] |
| 15 maggio 2000 | 8 maggio 2005    | Adriano Marini  | Lista civica | Sindaco | [ 10 ] |
| 9 maggio 2005  | 16 maggio 2010   | Adriano Marini  | Lista civica | Sindaco | [ 10 ] |
| 17 maggio 2010 | 10 maggio 2015   | Adriano Marini  | Lista civica | Sindaco | [ 10 ] |
| 11 maggio 2015 | 31 dicembre 2019 | Walter Clauser  | Lista civica | Sindaco | [ 10 ] |